# Хільберто Рамірес
Хільберто Рамірес Санчес (ісп. Gilberto Ramírez Sánchez; нар. 19 червня 1991, Масатлан, Сіналоа, Мексика) — мексиканський професійний боксер, чемпіон світу за версіями WBO (2016—2019) в другій середній, WBA і WBO (2024–т.ч.) в першій важкій вазі.

## Професійна кар'єра
Хільберто Рамірес розпочав свою кар'єру на батьківщині, в Мексиці, у 2009 році. Там він бився доволі часто та встиг протягом чотирьох років одержати 25 перемог. Протягом цього часу він завоював та утримував титул чемпіона світу серед юніорів за версією WBC. На початку 2013 року підписав контракт із промоутерською компанією Top Rank, після чого почав виступати у США.
У 2014 році провів чотири бої, здобувши декілька регіональних чемпіонських титулів (WBO-NABO, WBO International та NABF). Протягом наступного року Рамірес одержав ще три перемоги (в тому числі над перспективним російським боксером Максимом Власовим), що дозволило йому закріпитися у райтингах та стати обов'язковим претендентом на чемпіонський титул WBO.
18 січня 2016 року стало відомо, що Рамірес зустрінеться з Артуром Абрахамом за титул чемпіона WBO. Їхній бій відбудеться у рамках вечора боксу в MGM Grand Garden Arena, Парадайз, Невада 9 квітня 2016 року. Головним боєм була третя зістріч між Менні Пак'яо та Тімоті Бредлі. Сам поєдинок пройшов із повною перевагою мексиканця, він домінував у кожному раунді. Судді одноголосним рішенням віддали йому перемого з рахунком: 120–108, 120–108, 120–108. Здобувши цей чемпіонський титул, Рамірес став першим мексиканським боксером який виграв чемпіонський титул у цій ваговій категорії, та лише другим в історії Мексики чемпіоном, у ваговій категорії важчій за середню.
Перший захист титулу Рамірес мав провести проти німецького боксера Домініка Брітіша у другій половині 2016 року, але під час тренування він отримав травму руки, що потребувала хірургічного втручання.
Після невдалих перемовин про бій із Матвієм Коробовим, голова компанії Top Rank Боб Арум оголосив, що перший захист титулу Рамірес проведе 22 квітня проти українця Максима Бурсака. Мексиканець здобув впевнену перемогу з рахунком 120–106 у всіх трьох суддів. Бурсак був оштрафований на одне очко у 5 та 11 раунді.
22 вересня 2017 року він захищав титул проти основного претендента Джессі Гарта, який володів регіональним титулом WBO-NABO. Бій виявився доволі конкурентним. Для чемпіона він почався дуже вдало. У другому раунді він відправив суперника у нокдаун, викинувши лівий аперкот. Гарт зумів підвестися та витримати атаки суперника, який намагався його добити. Також Гарт пропустив багато ударів у четвертому раунді, але також зумів встояти, та згодом у другій половині бою перехопити ініціативу, забираючи собі раунди. Судді з невеликою перевагою, одноголосним рішенням, віддали перемогу чемпіону: 115–112, 115–112, 114–113.
3 лютого 2018 року Рамірес захистив свій титул від ганського боксера Хабіба Ахмеда, який займав у рейтингу 6 місце та володів титулом WBO Africa. На момент бою Ахмед одержав 22 перемоги, 17 з яких були нокаутом.  Перемогу мексиканець одержав нокаутом у 6 раунді. На момент зупинки бою у всіх суддів він був переможцем кожного раунду. 30 квітня 2018 року Рамірес провів ще один захист свого титулу, здолавши колумбійця Алексіса Ангуло, який був 10 номером рейтингу. Рахунок суддів був 120–108, 119–109 та 119–109 на користь мексиканця, але багато глядачів не погодилися з такою перевагою, вважаючи що бій більш рівним.
14 грудня 2018 року Рамірес ще раз зустрівся з Джессі Гартом, який знову став обов'язковим претендентом. Бій знову виявився конкурентним. Гарт викидав більшу кількість ударів, але Рамірес був влучнішим. Після екватору Рамірес травмував руку, тоді як Гарт почав діяти активніше, вирівнявши бій. У 12-му раунді мексиканець зумів потрясти суперника, але у спробі дотиснути суперника сам пропустив сильний аперкот, що змусило його відступити. Рішенням більшості суддів Рамірес зумів захистити чемпіонський титул: 114-114, 115-113 та 115-113. 
На початку 2019 року Рамірес вирішив перейти у напівважку вагову категорію, залишивши чемпіонський титул вакантним. Його дебют відбувся 12 квітня у бою проти американця Томмі Карпенсі. Мексиканець домінував з самого початку поєдинку. Його суперник вирішив знятися після четвертого раунду.

## Таблиця боїв
| 48 Перемог (30 нокаутом, 18 за рішенням суддів), 1 Поразка (0 нокаутом, 1 за рішенням суддів) |        |                       |        |              |                   |                                               | |
| Результат                                                                                     | Рекорд | Суперник              | Спосіб | Раунд, час   | Дата              | Місце проведення                              | Примітки |
| Перемога                                                                                      | 48–1   | Юнієл Дортікос        | UD     | 12           | 28 червня 2025    | Хонда-центр, Анагайм, Каліфорнія              | Захистив титули чемпіона WBA (Super) і WBO в першій важкій вазі.                                                     |
| Перемога                                                                                      | 47–1   | Кріс Біллем-Сміт      | UD     | 12           | 16 листопада 2024 | The Venue Riyadh Season, Ер-Ріяд              | Захистив титул чемпіона WBA (Super) в першій важкій вазі. Виграв титул чемпіона WBO в першій важкій вазі.            |
| Перемога                                                                                      | 46–1   | Арсен Гуламірян       | UD     | 12           | 30 березня 2024   | YouTube Theater, Інглвуд, Каліфорнія          | Виграв титул чемпіона WBA (Super) в першій важкій вазі.                                                              |
| Перемога                                                                                      | 45–1   | Джо Сміт              | UD     | 10           | 7 жовтня 2023     | Chelsea Ballroom, Парадайз, Невада            | |
| Поразка                                                                                       | 44–1   | Дмитро Бівол          | UD     | 12           | 5 листопада 2022  | Etihad Arena, Абу-Дабі, ОАЕ                   | Бій за титул чемпіона WBA (Super) у напівважкій вазі.                                                                |
| Перемога                                                                                      | 44–0   | Домінік Босель        | KO     | 4 (12)       | 14 травня 2022    | Toyota Arena, Онтаріо                         | |
| Перемога                                                                                      | 43–0   | Юніескі Гонсалес      | TKO    | 10 (12)      | 18 грудня 2021    | AT&T Center, Сан-Антоніо                      | |
| Перемога                                                                                      | 42–0   | Салліван Баррера      | KO     | 4 (12)       | 9 липня 2021      | Бенк оф Каліфорнія Стедіум, Лос-Анджелес      | Захистив титул чемпіона NABF у напівважкій вазі.                                                                     |
| Перемога                                                                                      | 41–0   | Альфонсо Лопес        | TKO    | 10 (12)      | 18 грудня 2020    | Galveston Island Convention Center, Галвестон | Виграв титул чемпіона NABF у напівважкій вазі.                                                                       |
| Перемога                                                                                      | 40–0   | Томмі Карпенсі        | RTD    | 4 (12); 3:00 | 12 квітня 2019    | Стейплс-центр, Лос-Анджелес                   | |
| Перемога                                                                                      | 39–0   | Джессі Гарт           | MD     | 12           | 14 грудня 2018    | American Bank Center, Корпус-Крісті           | Захистив титул чемпіона WBO у другій середній вазі.                                                                  |
| Перемога                                                                                      | 38–0   | Роамер Алексіс Ангуло | UD     | 12           | 30 червня 2018    | Chesapeake Energy Arena, Оклахома-Сіті        | Захистив титул чемпіона WBO у другій середній вазі.                                                                  |
| Перемога                                                                                      | 37–0   | Хабіб Ахмед           | TKO    | 6 (12); 2:31 | 3 лютого 2018     | American Bank Center, Корпус-Крісті           | Захистив титул чемпіона WBO у другій середній вазі.                                                                  |
| Перемога                                                                                      | 36–0   | Джессі Гарт           | UD     | 12           | 22 вересня 2017   | Tucson Convention Center, Тусон, Аризона      | Захистив титул чемпіона WBO у другій середній вазі.                                                                  |
| Перемога                                                                                      | 35–0   | Максим Бурсак         | UD     | 12           | 22 квітня 2017    | СтабХаб Центр, Карсон, Каліфорнія             | Захистив титул чемпіона WBO у другій середній вазі.                                                                  |
| Перемога                                                                                      | 34–0   | Артур Абрахам         | UD     | 12           | 9 квітня 2016     | MGM Grand Garden Arena, Парадайз, Невада      | Виграв титул чемпіона WBO у другій середній вазі.                                                                    |
| Перемога                                                                                      | 33–0   | Геворг Хатчвкінян     | UD     | 10           | 20 листопада 2015 | Cosmopolitan of Las Vegas, Парадайз, Невада   | Захистив титули чемпіона WBO International та NABF у другій середній вазі.                                           |
| Перемога                                                                                      | 32–0   | Дерек Едвардс         | UD     | 10           | 26 червня 2015    | Payne Arena, Ідальго, Техас                   | Захистив титули чемпіона WBO International та NABF у другій середній вазі.                                           |
| Перемога                                                                                      | 31–0   | Максим Власов         | UD     | 10           | 24 січня 2015     | 1stBank Center, Брумфілд                      | |
| Перемога                                                                                      | 30–0   | Фулгенсіо Зуніга      | TKO    | 8 (10); 2:20 | 15 листопада 2014 | Аламодом, Сан-Антоніо                         | Захистив титули чемпіона WBO International та NABF у другій середній вазі.                                           |
| Перемога                                                                                      | 29–0   | Джуніор Таліпау       | TKO    | 1 (10); 1:58 | 7 липня 2014      | Cotai Arena, Макао                            | Захистив титул чемпіона NABF у другій середній вазі. Виграв титул чемпіона WBO International у другій середній вазі. |
| Перемога                                                                                      | 28–0   | Джованні Лоренсо      | TKO    | 5 (10); 2:47 | 11 березня 2014   | Mandalay Bay Events Center, Парадайз, Невада  | Виграв вакантні титули чемпіона WBO-NABO та NABF у другій середній вазі.                                             |
| Перемога                                                                                      | 27–0   | Дон Мутон             | TKO    | 1 (10); 1:31 | 1 лютого 2014     | Sames Auto Arena, Ларедо                      | |
| Перемога                                                                                      | 26–0   | Дерек Фінлі           | UD     | 10           | 24 серпня 2013    | Civic Auditorium, Глендейл                    | |
| Перемога                                                                                      | 25–0   | Хуан Де Анхель        | KO     | 3 (10); 2:06 | 20 квітня 2013    | Mexico City Arena, Мехіко                     | |
| Перемога                                                                                      | 24–0   | Маркус Апшоу          | UD     | 10           | 17 листопада 2012 | Teatro del Pueblo, Куаутлансінго              | Захистив титул чемпіона WBC Youth у середній вазі.                                                                   |
| Перемога                                                                                      | 23–0   | Річард Гутьєрес       | UD     | 10           | 25 серпня 2012    | Domo Deportivo, Талум                         | Захистив титул чемпіона WBC Youth у середній вазі.                                                                   |
| Перемога                                                                                      | 22–0   | Ісаак Мендес          | KO     | 8 (10); 2:20 | 16 червня 2012    | Mamita's Beach Club, Плая-дель-Кармен         | |
| Перемога                                                                                      | 21–0   | Жаіме Барбоса         | UD     | 10           | 14 квітня 2012    | Auditorio Municipal, Арандас                  | Захистив титул чемпіона WBC Youth у середній вазі.                                                                   |
| Перемога                                                                                      | 20–0   | Самуель Міллер        | TKO    | 4 (10)       | 26 листопада 2011 | Plaza de Toros México, Мехіко                 | Захистив титул чемпіона WBC Youth у середній вазі.                                                                   |
| Перемога                                                                                      | 19–0   | Амілкар Едуардо       | TKO    | 5 (10)       | 24 вересня 2011   | Foro Polanco, Мехіко                          | Захистив титул чемпіона WBC Youth у середній вазі.                                                                   |
| Перемога                                                                                      | 18–0   | Оні Вальдес           | TKO    | 2 (10); 1:42 | 16 липня 2011     | Lobodome, Масатлан                            | Захистив титул чемпіона WBC Youth у середній вазі.                                                                   |
| Перемога                                                                                      | 17–0   | Франциско Віллануева  | TKO    | 7 (10); 2:13 | 13 травня 2011    | Gimnasio German Evers, Масатлан               | |
| Перемога                                                                                      | 16–0   | Антоніо Аррас         | TKO    | 8 (10); 2:20 | 18 лютого 2011    | Gimnasio German Evers, Масатлан               | |
| Перемога                                                                                      | 15–0   | Рожеліо Медіна        | TKO    | 6 (10); 2:14 | 17 грудня 2010    | Gimnasio German Evers, Масатлан               | Захистив вакантний титул чемпіона WBC Youth у середній вазі.                                                         |
| Перемога                                                                                      | 14–0   | Крістіан Солано       | KO     | 2 (10); 2:28 | 19 жовтня 2010    | Gimnasio German Evers, Масатлан               | |
| Перемога                                                                                      | 13–0   | Хілберто Флорес       | TKO    | 2 (8); 1:32  | 28 серпня 2010    | Lobodome, Масатлан                            | |
| Перемога                                                                                      | 12–0   | Гільєрмо Ромеро       | KO     | 2 (8); 1:35  | 30 липня 2010     | Gimnasio German Evers, Масатлан               | |
| Перемога                                                                                      | 11–0   | Хорхе Баррера         | TKO    | 2 (8); 1:54  | 26 червня 2010    | Gimnasio German Evers, Масатлан               | |
| Перемога                                                                                      | 10–0   | Хесус Аяла            | KO     | 2 (6); 0:30  | 30 квітня 2010    | Gimnasio German Evers, Масатлан               | |
| Перемога                                                                                      | 9–0    | Ектор Вардуско        | KO     | 3 (6); 0:34  | 26 березня 2010   | Gimnasio German Evers, Масатлан               | |
| Перемога                                                                                      | 8–0    | Луїс Анхель Падділья  | KO     | 1 (4); 2:04  | 26 лютого 2010    | Gimnasio German Evers, Масатлан               | |
| Перемога                                                                                      | 7–0    | Адольфо Піментель     | UD     | 4            | 30 січня 2010     | Auditorio Siglo XXI, Пуебла                   | |
| Перемога                                                                                      | 6–0    | Луїс Ігнасіо Кастро   | UD     | 4            | 12 грудня 2009    | Plaza de Toros Rea, Масатлан                  | |
| Перемога                                                                                      | 5–0    | Антоніо Віллануева    | TKO    | 1 (4); 2:36  | 21 листопада 2009 | Palenque Expomex, Нуево-Ларедо                | |
| Перемога                                                                                      | 4–0    | Еліуд Дуенас          | KO     | 2 (4); 2:40  | 2 жовтня 2009     | Gimnasio German Evers, Масатлан               | |
| Перемога                                                                                      | 3–0    | Блас Камачо           | TKO    | 2 (4)        | 4 вересня 2009    | Parque Revolución, Кульякан                   | |
| Перемога                                                                                      | 2–0    | Хоель Рамос           | TKO    | 1 (4); 1:52  | 29 серпня 2009    | Ciudad Deportiva, Мехікалі                    | |
| Перемога                                                                                      | 1–0    | Жезет Магелланес      | KO     | 1 (4); 0:41  | 21 серпня 2009    | Gimnasio German Evers, Масатлан               | |